# Sascha Draeger
Alexander Nikolaus „Sascha“ Draeger (* 26. April 1967 in West-Berlin) ist ein deutscher Synchronsprecher, Schauspieler sowie Hörbuch- und Hörspielsprecher.

## Leben
Sascha Draeger wurde 1967 als Sohn des Schauspielers Wolfgang Draeger (1928–2023) geboren. 1980 zog er mit seiner Familie nach Hamburg. Durch seinen Vater, der auch Synchronsprecher war, kam der junge Sascha, ebenso wie seine um ein Jahr ältere Schwester Kerstin, schon früh mit dem Medium Film in Berührung. Kerstin Draeger ist ebenfalls Synchronsprecherin und Schauspielerin. Aus einer früheren Beziehung ihres Vaters haben bzw. hatten Sascha und Kerstin Draeger noch zwei Halbgeschwister.
Im Jahr 1980 bekam er seine erste Synchronrolle als Matt in der Serie Matt und Jenny. 1981 hatte er seinen ersten Fernsehauftritt als Helmut im ZDF-Dreiteiler Das Dorf und im gleichen Jahr hatte er seine ersten Auftritte als Hörspielsprecher für das Label Europa. Unter anderem bekam er die Rolle des Tarzan (heute Tim) in der Serie TKKG, die er bis heute spricht. In der „konkurrierenden“ Hörspielreihe Die drei ??? sprach Sascha Draeger unter anderem in den Folgen … und der Doppelgänger (28), … und der Automarder (40), … und der gestohlene Preis (44) und Die Yacht des Verrats (224). Des Weiteren sprach er die Rolle des Benny Buff in der Hörspielreihe Scotland Yard. Von 1983 bis 1987 sprach er zusammen mit seiner Schwester Kerstin Tom und Locke in der gleichnamigen Hörspielserie.
In den 1980er-Jahren hatte er noch mehrere kleinere Fernsehauftritte, konzentrierte sich aber immer mehr auf den Bereich als Synchron- und Hörspielsprecher, nachdem er 1986 zunächst sein Abitur machte und danach seinen Zivildienst ableistete.
Ab 1988 lieh er Ted Capwell aus dem California Clan (US-Titel: Santa Barbara) in einer Soap seine deutsche Stimme.
Man konnte ihn in den 1990er-Jahren immer häufiger in Fernsehserien hören. Er war die deutsche Stimme von Superman Dean Cain in der Serie Superman – Die Abenteuer von Lois & Clark, von David Chokachi in Baywatch, von Ricky Schroder in NYPD Blue oder von Seth Peterson in Providence. Zudem lieh er Genzo Wakabayashi aus der Serie Die tollen Fußballstars sowie Dipsy von den Teletubbies seine Stimme. In Winnetoons sprach er die Rolle des Winnetou und in Rockos modernes Leben die des Rocko. Außerdem sprach er die Rolle des Captain Planet in der gleichnamigen Zeichentrickserie und die des Jake in der Zeichentrickserie und den Hörspielen der Ghostbusters.
In Computerspielen kann man Sascha Draeger ebenfalls hören, so zum Beispiel in Sherlock Holmes: Das Geheimnis des silbernen Ohrrings, Need for Speed: Underground oder auch Runaway: A Road Adventure. In Neverwinter Nights 2 (2006) werden mehrere Personen, unter anderem Daeghun, von ihm gesprochen. Er synchronisierte außerdem in allen Teilen des Online-Rollenspiels Guild Wars die vom Spieler erstellten, männlichen Charaktere in den Missionsvideosequenzen sowie im Nachfolger Guild Wars 2 einen der Hauptcharaktere, Logan.
Er sprach in der Sat.1-Serie Best of Talk die zynischen Kommentare zwischen den Sendungsausschnitten, in der Arzt-Serie Dr. House diverse Nebenrollen sowie in der Sitcom Hinterm Sofa an der Front. Außerdem war Draeger die Stimme der 1&1-TV-Werbespots.

## Filmografie (Auswahl)
- 1981: Das Dorf
- 1983: Selbst ist die Frau
- 1985: Grenzenloses Himmelblau
- 1991: Großstadtrevier (Fernsehserie, Folge Das schwarze Schaf)
- 2007: Ein Haus am See
- 2008: Das Ding

## Sprechrollen & Lesungen (Auszug)

### Synchronisation
- 1981: Kampfstern Galactica (Fernsehserie, 25 Folgen) als Starbuck
- 1986–1988: Ghostbusters (Zeichentrickserie) als Jake Kong Jr.
- 1990: Defenders of the Earth – Die Retter der Erde (Zeichentrickserie) als Rick Gordon
- 1992–1994: Captain Planet (Zeichentrick) als Captain Planet
- 1993: Für Randolph Mantooth in Notruf California als John Gage
- 1994–1999: Für Dean Cain in Superman – Die Abenteuer von Lois & Clark als Superman/Clark Kent
- 1995–1998: Rockos modernes Leben (Zeichentrick) als Rocko
- 1995: Wedding Peach (Anime) als Ame
- 1995–1996: Die tollen Fußballstars (Anime) als Genzo Wakabayashi
- 1995–1996 Mobile Suit Gundam Wing (Anime) als Treize Khushrenada
- 1995–1999: Doug (Zeichentrick) als Mosquito „Skeeter“ Valentine
- 1997–2001, seit 2015: Teletubbies als Dipsy
- 2005–2008: Für Anthony Michael Hall in Dead Zone als Johnny Smith
- 2006–2007: Für Brett Tucker in McLeods Töchter als David „Dave“ Enoch Brewer
- 2006, 2009: Für Michael Rapaport in Hinterm Sofa an der Front als Dave Gold
- 2006–2019: Naruto (Anime) als Itachi Uchiha, Hizashi Hyûga
- 2011–2014: Ugly Americans (Cartoon) diverse Nebenrollen
- seit 2014: Für John Roberts in Bob’s Burgers als Linda Belcher
- 2014: Seven Deadly Sins (Anime) Gefängniswärter Folge 6
- 2014–2020: Seirei Gensouki: Spirit Chronicles, Folge 1 als Wachmann, Folge 7,8 als Jäger
- 2018: Für Hiroaki Hirata in B: The Beginning als Keith Kazama Flick
- 2018: Back Street Girls:Gokudols (Anime) als Produzent
- 2018: Bodyguard (Fernsehserie) als Rob MacDonald
- 2018: The Detail (Fernsehserie) als Marc Savage
- 2018: Für Byron Mann/Will Yun Lee in Altered Carbon – Das Unsterblichkeitsprogramm (Fernsehserie) als Takeshi Kovacs

### Hörspiele
- 1981: H. G. Francis’ Neon-Gruselserie, Folge 13: "Dem Monster auf der blutigen Spur" als Martin
- seit 1981: TKKG als Peter Timotheus „Tim“/„Tarzan“ Carsten
- 1981: Fünf Freunde, Folge 11: Fünf Freunde geraten in Schwierigkeiten als Hardy/Martin Sichel[2]
- 1981: Die Funk-Füchse, Folge 3: Die Haschischbande wird entlarvt (als Heino Kugler) und Folge 11: Kampf mit dem roten Blitz (als Roter Blitz)
- 1982: Enid Blyton: Geheimnis am Holunderweg als Dietrich „Dicki“ Ingbert Carl Kronstein
- 1982: Edgar Wallace (Maritim) als Nick
- 1982, 2014, 2023: Die drei ??? als Ian Carew (Folge 28: … und der Doppelgänger, Kurzgeschichte: Das Rätsel der Sieben – Die verschwundene Torte, Folge 224: Die Yacht des Verrats)
- 1983–1987:  Tom & Locke als Engelbert „Tom“ Conradi
- 1984: Es stand bei Edgar Wallace – 4 Folgen als William „Billy the Kid“ Hickstead
- 1986: Die drei ??? und der Automarder (40) als Paul Jacobs
- 1986–1989: Scotland Yard als Benny Buff
- 1987: Masters-of-the-Universe-Hörspiele, Folgen 31 und 32 als Multi-Bot 2
- 1988: Die Clique vom Reitstall als Markus
- 1988: Die drei ??? und der gestohlene Preis (44) als Bonehead
- 1990: LEGO Piraten (2004 unter dem Namen Piraten der Meere nochmals veröffentlicht) als Bootsmann Willy
- 2001: Fünf Freunde (Folge 44: Fünf Freunde und die Flaschenpost), als Toby
- 2007: Die Ferienbande und die unerträglichen Schmuggler als Bernds Vater
- 2009: The Satchmo Trilogy (Teil 1 & 2), als Sed
- 2010: Die drei ??? und der dreiTag (Special) als Steve
- 2014: Die drei ??? und das Blaue Biest (167) als Tarzan
- 2019: Gruselserie, Folge 1: "Polterabend – Nacht des Entsetzens" als Anton
- 2020: Die Yogalehrerin als Richard „Richy“ Wehlers

### Hörbücher (Auswahl)
- 2006: Sascha Draeger liest das Matthäus-Evangelium der BasisBibel für die Deutsche Bibelgesellschaft
- 2021: Sascha Draeger liest „Die drei ??? und der gestohlene Preis“

### Videospiele (Auswahl)
- 2000–2001: Baldur’s Gate II und Baldur’s Gate II: Thron des Bhaal als Edwin Odesseiron
- 2001: Runaway: A Road Adventure als Saturn
- 2002: Medal of Honor: Allied Assault Spearhead als amerikanischer Fallschirmjäger
- 2003: Medal of Honor: Allied Assault Breakthrough als Private Johansson
- 2003: Arc Twilight of the Spirits als Darc
- 2003: Knights of the Old Republic als Trask Ulgo /Sith Offizier
- 2004: Knights of the Old Republic II: The Sith Lords als Meister Zez-Kai Ell / Suulru
- 2005: Guild Wars als männliche Hauptfigur
- 2007: Medal of Honor: Airborne als Corporal Kish
- 2008: Battlefield: Bad Company und 2010 Battlefield: Bad Company 2 als Preston Marlowe
- 2008: Memento Mori und 2012 Memento Mori 2 als Max Durand
- 2012: Guild Wars 2 als Logan Thackeray
- 2012: Dirt: Showdown als Kommentator
- 2012: Das Schwarze Auge: Satinavs Ketten als Geron
- 2013: Das Schwarze Auge: Memoria als Geron